# Schneiber
De Schneiber is een berg in de deelstaat Beieren, Duitsland. De berg heeft een hoogte van 2330 meter.
De Schneiber is onderdeel van het Steinernes Meer, dat weer deel uitmaakt van de Berchtesgadener Alpen.